# DW Racing Enterprises
DW Racing Enterprises – były brytyjski zespół Formuły 1, startujący w niej w sezonach 1963 – 1967.

## Kierowcy zespołu
| Sezon | Kierowca     | Zgłoszenia | Starty | Ukończył | Pkt. |
| ----- | ------------ | ---------- | ------ | -------- | ---- |
| 1963  | Bob Anderson | 2          | 2      | 2        | 0    |
| 1964  | Bob Anderson | 7          | 7      | 6        | 5    |
| 1965  | Bob Anderson | 5          | 5      | 3        | 0    |
| 1965  | Paul Hawkins | 2          | 2      | 1        | 0    |
| 1966  | Bob Anderson | 6          | 6      | 3        | 1    |
| 1967  | Bob Anderson | 6          | 5      | 3        | 2    |

## Podsumowanie sezonów
| Sezon | Bolid        | Silnik    | Zgłoszenia | Starty | Ukończono | Pkt. |
| ----- | ------------ | --------- | ---------- | ------ | --------- | ---- |
| 1963  | Lola Mk4     | Climax V8 | 2          | 2      | 2         | 0    |
| 1964  | Brabham BT11 | Climax V8 | 7          | 7      | 6         | 5    |
| 1965  | Brabham BT11 | Climax V8 | 5          | 5      | 3         | 0    |
| 1965  | Lotus 66     | Climax V8 | 2          | 2      | 1         | 0    |
| 1966  | Brabham BT11 | Climax R4 | 6          | 6      | 3         | 1    |
| 1967  | Brabham BT11 | Climax R4 | 6          | 5      | 3         | 2    |